# Khudadat bey Rafibeyli
Khudadat bey Rafibeyli (en azéri : Xudadat bəy Rəfibəyli, né le 12 janvier 1878 à Eliwavethpol et mort le 1er juin 1920 à Bakou), également connu sous le nom de Rafibeyov, est un homme d'État de l'Empire russe, gouverneur général de Gandja et ministre de la Santé de la République démocratique d'Azerbaïdjan.Il est le père de l'écrivain azerbaïdjanais Nigar Rafibeyli, le beau-père de Rasul Rza et le grand-père d'Anar Rzayev, président de l'Union des écrivains d'Azerbaïdjan.

## Débuts de carrière en médecine
Après avoir terminé le gymnase à Gandja, il part pour Kharkov pour étudier la médecine à l'Université d'État de Kharkov. Diplômé en 1903, il retourne à Gandja et commence sa pratique médicale. Il est reconnu comme l'un des premiers chirurgiens professionnels diplômés d'Azerbaïdjan. En 1914, il crée la première société médicale d'Azerbaïdjan à Elisavethpol, offrant à la population des soins médicaux gratuits.

## Carrière politique
Après la révolution de 1917 en Russie, Rafibeyli est élu membre du comité exécutif intérimaire du Conseil national musulman, puis membre du Conseil national azerbaïdjanais. Avec la création de la République démocratique d'Azerbaïdjan le 28 mai 1918, Rafibeyli reçoit plusieurs postes au sein du gouvernement. Le 17 juin 1918, lorsque le deuxième cabinet de l'ADR se réunit, il est nommé à la tête du nouveau ministère de la Santé et des Affaires sociales. Pendant son mandat, il crée plusieurs hôpitaux et laboratoires médicaux dans tout le pays et ouvre le bureau du Croissant-Rouge en Azerbaïdjan. Le 6 mai 1919,  il est nommé par décret gouverneur de Gandja.

## Activité littéraire
Il travaille aussi dans le domaine de la culture. A l'initiative de Rafibeyov, une société a été créée pour étudier l'héritage du classique de la poésie persane, Nizami Gandjavi. Rafibeyov lui-même mène des travaux de recherche et écrit beaucoup. Par exemple, son essai sur l'éminent médecin et publiciste azerbaïdjanais Hasan bey Aghayev est connu dans l'annuaire de Tiflis "Calendrier Caucasien" pour l'an 1916.

## Récompenses
Pour ses contributions aux soins de santé au sein de l'Empire russe, Rafibeyli reçoit l'Ordre de Saint Stanislas du troisième degré. En mai 1919, Rafibeyli est nommé gouverneur général du gouvernement de Gandja.

## Mort
Après la prise de contrôle de l'Azerbaïdjan par les bolcheviks le 28 avril 1920 Rafibeyli est exécuté par le peloton d'exécution bolchevique sans procès sur l'île de Narguin à quelques kilomètres de Bakou.